# Герб Мурмашей
Герб Мурмашей — является символом городского поселения Мурмаши Мурманской области

## Описание герба
Герб Мурмашей представляет собой прямоугольник с отношением сторон ширины к длине 3:4, нижние углы скруглены, середина нижней стороны имеет стрелковидный выступ. Поле Герба по горизонтали разделено на 3 части — верхнюю и нижнюю — лазоревую, среднюю — серебряную.
В серебряном поле с лазоревой главой, обременённой золотым сиянием, и лазоревой волнистой оконечностью поверх всего стоящая на оконечности чёрная башня с высоким червленым куполом, увенчанным шпилем, в основание которой поверх всего бьют навстречу друг другу две червленые молнии, выходящие из-за краев щита.

## Описание символики герба
Синее поле гербового щита — символ неба и авиации (Аэропорт «Мурмаши»).
Серебряное поле — символ чистоты и доброты граждан, населяющих территорию.
Северное сияние — подчеркивает географическое расположение муниципального образования городское поселение Мурмаши Кольского района Мурманской области — север России, Заполярье.
Молнии — символ Нижнетуломской гидроэлектростанции, положившей начало развитию посёлка Мурмаши в 30-х годах двадцатого века.
Символическое изображение реки — указывает на реку Тулома, на берегах которой расположен посёлок Мурмаши.
Силуэт башни гостиницы — гостиница посёлка Мурмаши, архитектурный памятник Кольского района. Построена одновременно с Нижнетуломской гидроэлектростанцией в 30-х годах двадцатого века.

## История герба
В 2007 году, в ходе подготовки к празднованию 70-летия поселка, Совет депутатов Мурмашей объявил конкурс на лучший проект герба городского поселения. На конкурс было представлено девять эскизов. Лучшим признали рисунок проекта герба местного самодеятельного художника и обходчика гидросооружений по основной профессии Александра Губинского.
Официальный герб посёлка утвержден 2 октября 2008 года решением Совета депутатов муниципального образования городское поселение Мурмаши № 86.
В первой редакции положения о гербе Мурмашей его описание было следующим:
«Герб Мурмашей представляет собой прямоугольник с отношением сторон ширины к длине 3:4, нижние углы скруглены, середина нижней стороны имеет стреловидный выступ. Поле герба по горизонтали разделено на 3 части — верхнюю и нижнюю — лазоревую, среднюю — серебряную. Верхняя лазоревая часть несет золотое изображение северного сияния шириной 2/З общей ширины герба. Верхний край нижней лазоревой части имеет волнообразную форму. Две симметричные червленые молнии пересекают слева направо и справа налево верхнюю и среднюю части герба и сходятся на вертикальной оси нижней лазоревой части на расстоянии 1/4 от общей высоты герба. Они одновременно поддерживают симметричное вертикальное изображение архитектурного символа Мурмашей — чёрной башни гостиницы с куполообразной червленой крышей общей высотой со шпилем равной ширине герба, шириной 1/4 высоты».
4 декабря 2008 года решением № 115 Совета депутатов МО г.п. Мурмаши Кольского района Мурманской области было изменено описание герба Мурмашей.
Герб внесен в Государственный геральдический регистр РФ под № 4591.